# Dürrengrün (Helmbrechts)

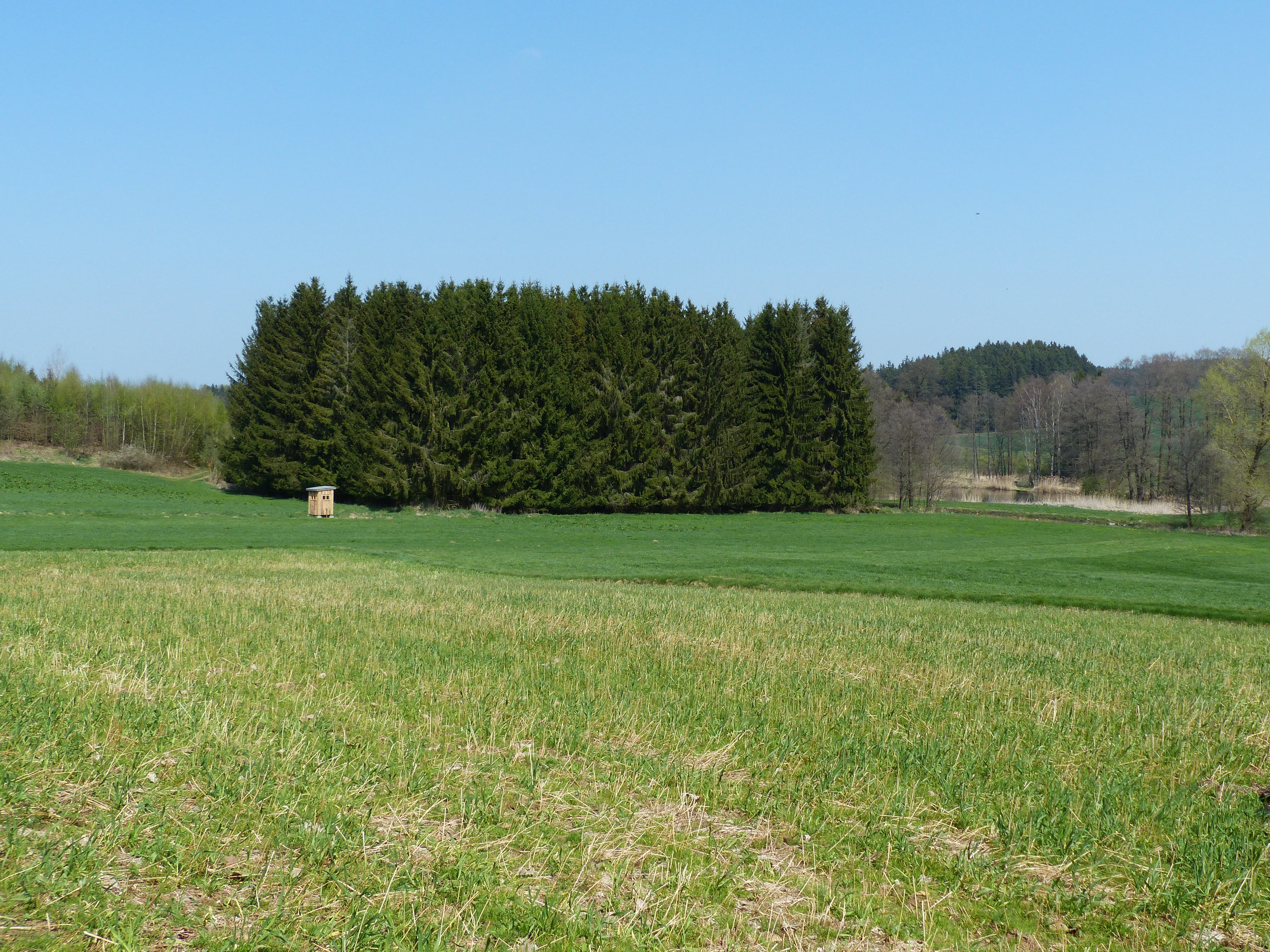
Wüstungsareal Dürrengrün mit Blick auf die Selbitz

Dürrengrün ist eine Wüstung im Stadtgebiet von Helmbrechts im oberfränkischen Landkreis Hof.
Dürrengrün liegt südöstlich des Stadtzentrums von Helmbrechts im Grenzbereich zum Stadtgebiet von Münchberg. Heute ist das Stadtgebiet so angewachsen, dass der Bereich von Dürrengrün und der anschließende Ortsteil Haide angegliedert sind. Über die Straße Haide gelangt man in den Dürrengrüner Weg, der an den ehemaligen Ort erinnert. Die eigentliche Wüstung liegt allerdings am Ende des parallel verlaufenden Sandweges. Westlich des Selbitzbaches und einiger Teiche schließen sich die zugehörigen Radialhufenfluren an. Es existieren noch Spuren, die auf eine Brunnenanlage hinweisen. Mehrfache umfangreiche Scherbenfunde von Wolfgang Tejkl belegen den Standort. In Schloss Seehof als Sitz der mittleren Denkmalschutzbehörde sind zahlreiche Funde dokumentiert. Der Bereich ist als Bodendenkmal D-4-5736-0019 geschützt.
Der Ort erschien ab 1381 und ist 1386 und 1388 in den Verkaufsurkunden der Wolfstriegel an die Burggrafen von Nürnberg mit aufgelistet, die die Herrschaft Schauenstein veräußerten, worauf es 1402 zu einer Fehde der Burggrafen mit den Vögten von Weida kam. Im Lehenbuch des Burggrafen Johann ist Dürrengrün nicht mehr genannt. Seiffert identifiziert jedoch die dort genannte Wüstung Smorengrün mit acht Höfen mit Dürrengrün. Haberlah-Pohl schreibt die Verödung mehrerer Ortschaften in dieser Zeit einer Bevölkerungsverschiebung in die Stadtgebiete zu (Landflucht).